# Poenomia hiempsal
Poenomia hiempsal är en fjärilsart som beskrevs av William Schaus 1913. Poenomia hiempsal ingår i släktet Poenomia och familjen nattflyn. Inga underarter finns listade i Catalogue of Life.